# Défrichement

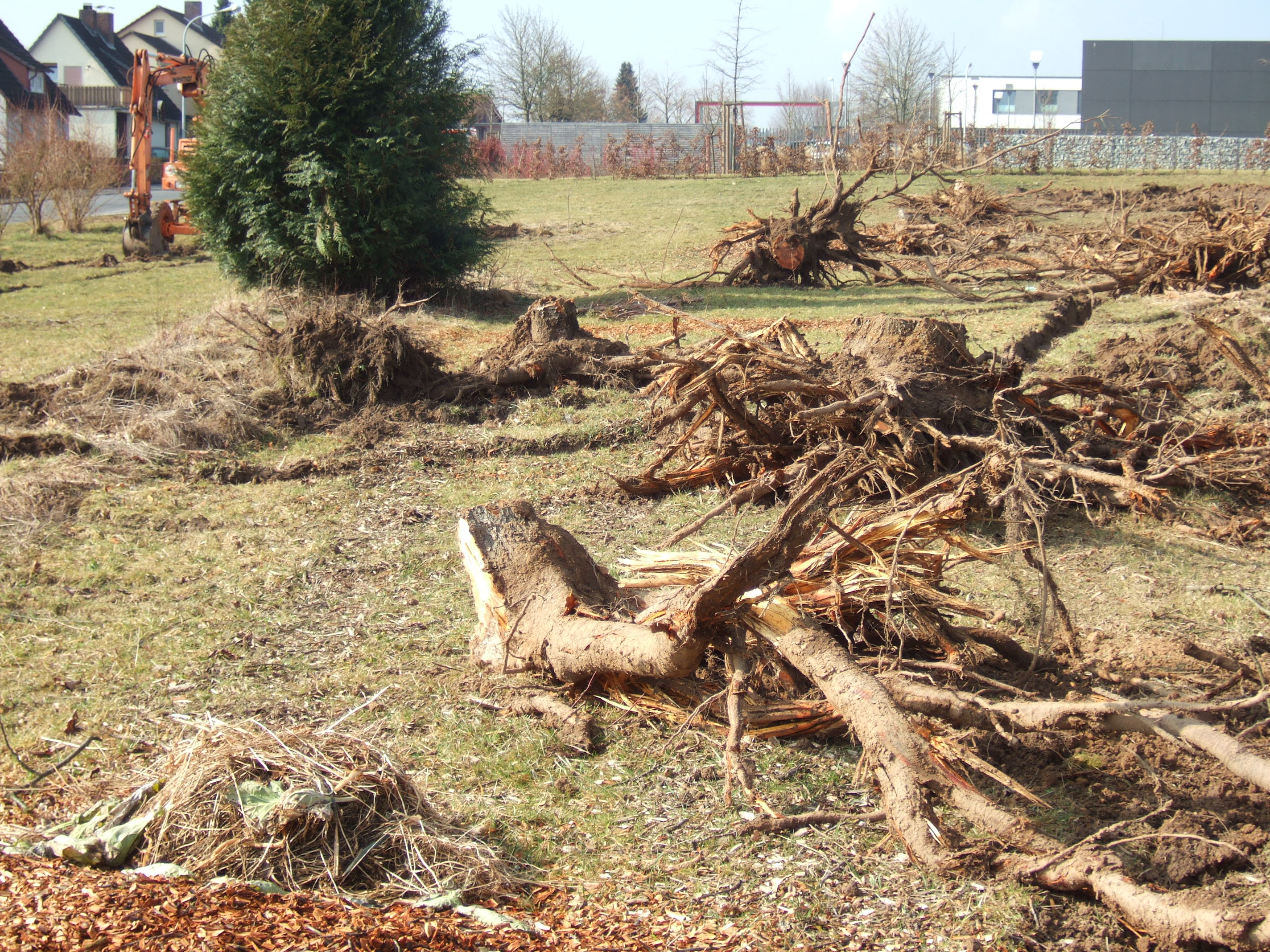
Défrichement mécanisé d'une cerisaie.

Le défrichement (ou défrichage) est la destruction naturelle (glaciations quaternaires, tempêtes, gel, incendies : défrichement naturel) ou humaine (défrichement anthropique) d'espaces boisés, de forêts (ou étymologiquement) de « friche », quand il s'agit de mettre fin à l'état boisé, généralement pour convertir la parcelle forestière en un autre usage (cultures, prairies, vignes, habitat…). La friche désigne ici — au sens ancien du terme — une forêt en début de régénération naturelle, un taillis ou une lande, etc. Il se fait par coupe rase suivi de dessouchage, ou par le feu. Sa définition juridique est en France « toute opération volontaire ayant pour effet de détruire l'état boisé d'un terrain et de mettre fin à sa destination forestière ».
Les premiers défrichements significatifs remontent, au moins en Europe, au milieu du Néolithique et ils pourraient être bien antérieurs dans certaines zones de Chine, Mésopotamie, Moyen-Orient.
Quand Jules César envahit la Gaule, il y a un peu plus de 2 000 ans, il ne se dit gêné par la forêt qu'en « Belgique » (zone qui correspondrait aujourd’hui aux Pays-Bas, à l'actuelle Belgique et au Nord et à l'Est de la France).
Les grands défrichements du Moyen Âge central témoignent de l’augmentation des surfaces cultivées (ager et hortus) aux dépens des terres non cultivées (saltus), forêts, landes et marais ; le recul généralisé de la forêt en Occident atteint son apogée aux XIIIe et XIVe siècles. Mais les rythmes et les modalités de ces déboisements dépendent de contextes pédologiques, écopaysagers, sociopolitiques et géopolitiques variées, que reflète une documentation inégale.
Les grands défrichements qui se poursuivent à un rythme régulièrement accéléré dans les forêts équatoriales et tropicales depuis le début du XXe siècle ont un impact écologique majeur sur les sols, sur les cycles biogéochimiques et sur la biodiversité.

## Causes et chronologie

### Déboisements antiques
Les auteurs et chroniqueurs anciens évoquent maints exemples de déboisements qu'ils jugent excessif généralement engendrés par les besoins du pouvoir (construction de palais, de vastes enclos…) et des guerres ;

#### Déboisement de l'Anatolie
- De Sésostris Ier à Mehmet II, l'urbanisation progressive, la mise en culture et en terrain d'élevage de l'Anatolie se sont faites conjointement à une succession de guerres et de reconstructions, respectivement très destructrices de forêts puis consommatrices de bois ;
- Ces terres sont déjà jugées en grande partie déboisées par Strabon, lequel décrit par exemple à propos de l'Assyrie comment on continue de déboiser les montagnes pour les besoins des villes : « Dans le golfe d'Adramythium est Antrandos, située au-dessous de la montagne que l'on appelle du nom d'Alexandrie ; vient ensuite OEspanius, le chantier de la forêt d'Ida ; c'est là que l'on descend le bois que l'on coupe sur une montagne, pour le débiter à ceux qui en ont besoin. Astyra est aussi censée appartenir à la Mysie ; à cinquante stades, dans l'intérieur des terres, est Thebé déserte, qui, suivant Homère, était sous Placos couverte de forêts ; cependant, on n'y trouve plus ni l'endroit nommé Placos ou Plax, ni aucune forêt, quoiqu'elle soit dans le voisinage de l'Ida. Thebé est à environ soixante-dix stades d'Astyra, à soixante d'Andréisa, mais ces noms ne désignent plus que des lieux déserts ou mal peuplés, ou des fleuves qui ne sont que des »[5]. « En remontant l'Euphrate, depuis son embouchure, jusqu'à Babylone, a on a à droite et à gauche un pays bien habité de plus de « trois mille stades d'étendue. Babylone est en grande partie déserte, vu la rareté des bois de charpente, les poutres et « les piliers des édifices particuliers sont en bois de palmier, toutes les maisons elles-mêmes sont voûtées, à cause du manque de bois de charpente, car le pays est en grande partie couvert de taillis n'ayant d'autres futaies que le palmier ».
- Xerxès Ier pour rejoindre la Thrace et l'Attique doit traverser la Lycaonie aujourd’hui aride, mais qu'Hérodote ne décrit pas comme telle. Par contre selon lui, l'armée de Xerxès était si grande (un million sept cent mille hommes selon Hérodote, plus vraisemblablement 250 000 hommes selon des historiens modernes) qu'elle absorbait les ressources des pays qu'elle traversait, jusqu'à l'eau des petites rivières.
- Xénophon décrit des forêts couvrant la plaine de Much (où ne poussaient au XIXe siècle plus que quelques buissons).
- Selon Procope de Césarée[6], Justinien Ier fit abattre les forêts et détruire les joncs du torrent appelé Draco, qui coule à côté de l'ancienne Hélénopolis. Elles n'ont jamais repoussé dans cette partie de la Bithynie.
- Les forêts d'Anatolie ont été détruites par « la marche progressive de la civilisation », les « ravages causés par la guerre » et probablement achevées par « l'invasion des peuples pasteurs dans le IIe siècle, qui n'ont pas cessé de se rendre dans toutes les parties de cette vaste contrée avec leurs nombreux troupeaux, composés principalement de chèvres, dont la dent est si meurtrière à la végétation forestière »[7].

#### Déboisement de la Grèce antique
- La Grèce antique, « en raison d'une civilisation avancée, était déjà en partie déboisée du temps des Romains ; néanmoins, il lui en reste encore dans la proportion de 17 % de la superficie totale. Les îles de Chio, de Crète et surtout de Zante qualifiée par Homère d'« île aux Forêts », sont maintenant toutes déboisées » notait Becquerel.

#### Déboisement antique du Moyen-Orient
La région de la Palestine et en particulier la contrée de Chanaan décrite par la Bible hébraïque, comme le pays le plus fertile de l'univers s'est désertifiée, peut-être à la suite de la destruction de ses forêts. De même pour les forêts de cèdres du Liban également décrites par la Bible ; « avec la multiplicité de mes chariots, je suis monté sur le haut des montagnes ; sur le sommet du Liban, j'ai abattu les superbes cèdres et les plus beaux des sapins, j'ai pénétré jusqu'à l'extrémité de ses limites et de sa forêt. » peut on lire au chapitre IV, du livre des Rois, mais il ne reste qu'un sol aride là où poussait jadis la forêt d'Éphraim ; lieu d'une bataille avec les Éphraïmites, que les textes ont mémorisé (« les « L'armée marcha dans un combat contre Israël, et la bataille fut donnée dans la forêt d'Éphraim ».
- Les chroniqueurs nous disent que lors du siège de Tyr, le Liban fournit à Alexandre le Grand le bois nécessaire à la construction d'une digue et de tours qu'il fit construire pour prendre la ville (Quinte-Curce).
- D'autres forêts, ayant pu avoir existé, sont présentes dans la Bible dont celles de Kharethes et de Khoreha
- Jules Oppert, lors d'une expédition scientifique en Mésopotamie, décrit la Babylonie comme suit[9] ; du haut de la colline d'Abraham on jouit d'une « belle vue de la plaine tout entière de Babylone ; tout autour, on aperçoit des eaux stagnantes d'Harkeh, d'Hindijeh et les marais derrière lesquels s'abritent les Arabes quand ils sont en guerre avec les Turcs. Depuis le Tell Harheh (tumulus de l'incendie) juste qu'au Birs-nimroud s'étend une plaine, qui est quelquefois inondée jusqu'à une certaine distance de cette colline. Au nord de l'Abou-zouïcap commencent les marais ; dans une partie, l'eau est toujours stagnante ; dans l'autre plus solide, qui n'arrête pas la marche des voyageurs, il pousse des plantes, surtout des papyrus; la plaine fertile de Kaabouri s'étend de ces marais jusqu'à Kerbela ». Les marais étaient autrefois plus proches de Babylone, mais l'Euphrate semble avoir progressivement perdu son eau ; « Cet état de choses paraît être dû au déboisement des montagnes de l'Arménie ».

#### Déboisement antique de l'Afrique
- Plusieurs zones aujourd’hui sahariennes et désertiques abritaient des zones humides et une riche faune, et probablement quelques zones boisées. La part de l'Homme dans leur régression est encore mal comprise.
- La déforestation de l'Afrique de l'Est (là où existaient des forêts) date au moins de l'époque biblique.
- Les forêts de rivages ont presque toutes été abattues de la Libye jusqu'aux ruines de Carthage.
- Selon Becquerel, « Quoiqu'on n'ait aucune preuve directe que l'Égypte fut boisée jadis, on ne peut croire que Memphis et Thèbes qui ne présentent plus que des ruines au milieu de déserts de sable, et où l'on ne trouve plus que quelques palmiers isolés, fussent dépourvues de toute végétation forestière ».

#### Déboisement de l'Europe antique
- L'Empire romain après avoir rapidement consommé une grande partie des forêts italiennes, s'est reporté sur d'autres pays, et notamment sur la forêt d'Espagne (pour les besoins de la métallurgie notamment). 
L'Italie n'a conservé que de faibles reliques des forêts décrites par des historiens et chroniqueurs romains, dont la célèbre forêt Ciminienne et les forêts Mœsia et la forêt d'Albe ou encore la forêt d'Aricie, où l'armée de Posthumius fut entièrement détruite, a disparu. Naples, l'ancienne Campanie ont aussi perdu les forêts qui selon les anciens y poussaient, tout comme la Sicile. Seule la Sardaigne conservait encore au XIXe siècle un sixième de sa superficie boisée, et la Corse, mais avec un boisement de maquis souvent chétif et dégradé par les incendies et les défrichements.
- Quand les Romains partirent de Massilia pour conquérir les Gaules, ils trouvèrent de vastes étendues de bois, s'étendant à l'ouest jusque dans les Cévennes[10].
- Selon Jules César, les Gaulois sont un peuple agricole, mais leur pays n'en renferme pas moins un nombre considérable de forêts, de lacs, de marais et de marécages qui rendent difficiles les communications entre les diverses parties de cette vaste contrée. Pour pénétrer dans les Gaules avec ses armées, et y établir ses campements César dit être régulièrement obligé de faire des abattis.
- Depuis, il y a eu peu de période de paix, et le progrès technique agricole et la démographie n'ont pas cessé (hormis durant la grande peste) de faire reculer la forêt, parfois au profit de landes à bruyères ou de marécages.
- Les grands défrichements médiévaux datent de périodes différentes selon les régions et parfois les sources historiques précises manquent, ou plusieurs vagues de défrichement ont pu se succéder dans une même région, voire sur un même site (par exemple après une période de repousse de la forêt lors d'invasions ou lors des grandes épidémies de peste). De grands défrichements sont attestés dès les années 950 en Flandre et en Normandie ; mais des études récentes montrent que dès l'époque de Charlemagne, la forêt a fortement reculé en Occident, tout particulièrement en Catalogne, là où elle n'avait pas déjà significativement régressé dès le Néolithique. La forêt méditerranéenne, par ailleurs peut-être moins résiliente a été d'autre part fortement entamée dès l’Antiquité ; toutefois, de nombreux établissements sont datés de la fin du XIIe et du XIIIe siècle. Il faut tenir compte du fait que l'ager, les terres cultivées, peut reculer rapidement en cas d'abandon (en l'espace d'une génération). En ce cas, l'avancée de la forêt ou son recul dépendent généralement de la pression démographique elle-même liée au contexte de guerre, de famines et d'épidémies qui se sont succédé ou surajoutées au Moyen Âge.

## Déboisements historiques en France

Évolutions comparées de la surface forestière et de la population en France. Malgré le développement de l'Administration des Eaux et Forêts et des textes réglementaires, la surface forestière continue de diminuer jusqu'au XIXe siècle. Ce recul est principalement dû aux défrichements pour la mise en culture en lien avec l'expansion démographique, l'implantation de communautés religieuses, l'urbanisation et la fourniture des matériaux de construction civile et navale, ainsi que du bois de chauffe.

Selon les textes de Jules César, le défrichement était déjà bien avancé dans le Sud et Sud-Ouest de la Gaule quand il y est arrivé.
Les défrichements médiévaux semblent avoir eu comme principales causes ou facteurs de facilitation :
- l'amélioration du réseau routier à partir des voies romaines ;
- les progrès techniques (utilisation croissante d'outils en fer) qui ont facilité le drainage et la destruction de forêts ;
- une image assez négative des forêts et des zones humides qu'elles abritaient souvent. Les moines et leurs abbayes pratiquent l'essartage (ou sartage) et le drainage, et ils les encouragent, souvent dans le cadre d'un accord (dit contrat de pariage) passé entre un ecclésiastique et un seigneur propriétaire qui fournit une terre à déboiser. L'accord comprend souvent la construction d'une chapelle ou d'une église. Les forêts étant souvent refuge pour les populations difficiles à contrôler ou à évangéliser, le pouvoir politique et religieux ne la protègent pas, hormis pour les chasses royales ou impériales ;
- une période de stabilité géopolitique et agricole : quand les défrichements sont à leur maximum, vers l'an mille, ils s'inscrivent dans une période où les invasions sur le territoire franc ont cessé et où les conditions climatiques se sont améliorées.

Ces différents facteurs ont pu donner confiance en l'avenir, encourager de grandes entreprises de défrichement et ont peut-être été en partie à l'origine d'une forte croissance démographique aux XIe, XIIe et XIIIe siècles. La population européenne serait alors passée de 38 millions au début du Xe siècle à plus de 75 millions au début du XIVe siècle.
Cette « ère des grands défrichements » (expression de Marc Bloch) qui est ouverte dans la plupart des régions à partir de 1050, semble avoir ralenti au milieu du XIIe siècle par exemple en Normandie et dans le Haut-Poitou et plus tardivement dans le Bassin parisien (vers 1230-1250) ainsi que dans les plaines germaniques (vers 1340). Ils n'ont néanmoins jamais cessé jusqu'à une période récente (sauf durant quelques décennies dans plusieurs régions ravagées par la peste noire ou la guerre de Cent Ans). Les défrichements monastiques médiévaux sont globalement mineurs, concernant essentiellement des espaces que les communautés rurales n’ont pas ouvert du fait de terrains difficiles, les cisterciens privilégiant notamment les fonds bourbeux et les vallées humides pour y installer des pâturages au sein de forêts dont l'ombrage des arbres profite au bétail. Les communautés paysannes sont confrontées à une première rupture de l'équilibre agro-sylvo-pastoral vers 1300. En raison du manque de prés, la surcharge pastorale est compensée par l'assolement triennal et la vaine pâture sur les chaumes et les jachères et, dans les paroisses les mieux dotées, sur les terrains usagers.
Une ordonnance de Colbert met ensuite un premier coup de frein au recul de la forêt royale et d’État, mais les défrichements se poursuivront jusqu'au XIXe siècle, jusqu'aux pieds et flancs des montagnes.
La statistique des forêts de 1791 donnait un total de 9 589 869 ha de forêt en France, alors que celle de 1840 donne les chiffres suivants pour la France métropolitaine :
| Forêts                           | Surface      |
| -------------------------------- | ------------ |
| Forêts de la couronne            | 52 972 ha    |
| Forêts de l'État                 | 1 048 907 ha |
| Forêts de l'État et des communes | 7 333 966 ha |
| Sol forestier                    | 368 705 ha   |
| Soit un total de                 | 8 804 550 ha |

À cette époque les cahiers de doléance du tiers-État et de nombreux courriers ou rapports des administrations forestières ou de préfets de départements montrent que nombre d'acteurs ont clairement conscience des dégâts collatéraux induits par ces défrichements.
Au milieu du XIXe siècle, c'est la Grande-Bretagne qui dans l'Europe d'alors est la plus déboisée, alors que la Suède est la plus boisée, la France étant classée selon Becquerel dans une position médiane entre ces deux extrêmes.
Les statistiques françaises de 1840 donnent pour la France métropolitaine 21 729 102 hectares de pâtis, pâturages. Si l'on retranche de cette superficie 5 774 745 hectares de prairies naturelles et artificielles il reste donc 15 954 357 hectares ou 30,2 % de la superficie totale de la France en jachères, pâtures et pâtis, étendue considérable qui est à la disposition de l'agriculture, mais comme le pressent Becquerel, « il arrivera un temps, en raison de l'accroissement de population, où il n'existera plus de jachères, ni de landes cultivables ».
Le recensement de 1850 (publié par Le Moniteur, mars 1851) donne (mais avec un mode de calcul et de classification différent) :
- Forêts de l'État 1 226 453 ha ;
- Forêts des communes 1 874 909 ha ;
- Forêt privée 5 758 771 ha ;

Soit un total de 8 860 133 ha et une perte de 729 736 ha en soixante ans.
Concernant la forêt domaniale sa superficie qui était de 1 214 566 ha en 1820 (statistique de 1821) a été réduite à 1 077 046 ha en 1858, soit une perte de 139 520 ha en un peu moins de 40 ans (de 1820 à 1858).
Becquerel fait le calcul qu'au rythme de défrichement des années 1850, on aura défriché (en forêt privée en majorité, et pour l'agriculture essentiellement) en un siècle environ 3 100 000 ha (sur un total de 8 804 550 subsistant à cette époque (soit 35 % du patrimoine national)… alors même qu'étaient également disponible en France « 15 954 745 ha de jachères, pâtures et pâtis cultivables » et qu'à cette époque le rendement des cultures céréalières avait assez augmenté pour dépasser les besoins du pays.
Depuis 1860, l'administration des forêts est également missionnée pour reboiser des terrains autres que les terrains domaniaux ou communaux soumis au régime forestier, mais Becquerel note qu'elle ne fait que des reboisements en montagne (pour lesquels des subventions sont accordées par l’État). Selon l'administration des forêts, il n'a été reboisé qu'environ 1 000 ha en moyenne annuelle pendant que l’État avait autorisé le déboisement d'environ 31 000 ha, soit moins de 30 fois ce qu'il aurait fallu pour compenser les pertes. De plus note Becquerel lors de ces boisements les graines et plants de résineux et bouleaux ont été fortement privilégiés au détriment du chêne et d'autres feuillus (par rapport au nombre d'arbres abattus) ; Becquerel déplore que « l'aménagement des forêts en futaies de chêne, le seul véritablement conservateur (selon lui), ne convient qu'à l'État et aux établissements publics; les particuliers étant conduits par la force irrésistible des choses à exploiter des bois en taillis à courte révolution et à hâter par là leur destruction ».
Au XXe siècle, le code forestier, mais aussi ceux de l'urbanisme et de l'environnement et des impôts concourent à freiner le défrichement, et imposent des amendes ou des mesures compensatoires en cas de coupes respectivement illégales ou à la suite d'une déclaration d'utilité publique.
La législation défrichement à proprement parler est en France contenue dans le livre III du Code forestier. Le code de l’urbanisme contient le régime des « espaces boisés classés » (art. L. 130-1 et suiv.) qui complète le code forestier par des règles d’autorisation de coupe qui peuvent ne concerner qu’un seul arbre ; alors que le code forestier n’est applicable qu’à partir d’une surface variant par département et pouvant être comprise entre 0,5 et 4 ha (art. L. 311-2, c. for.). Il n'en reste pas moins que la législation du code forestier est le principal rempart contre le changement de destination des sols, la conversion du sol forestier en sol à bâtir apportant souvent une plus-value considérable qui est à l’origine depuis plusieurs décennies de très nombreux défrichements en France au XXe siècle.

### Conséquences des défrichements en France
Elles sont encore difficiles à mesurer pour la Préhistoire et l'Antiquité, mais des animaux forestiers comme l'élan, les cervidés, le bison, le lynx, le castor en ont inévitablement souffert. Le régime des eaux également.

D'après Robert Fossier :
Largement amorcée autour de l’An mille sinon plus tôt, la domination du sol par l’homme atteint sa phase culminante entre 1100 – 1125 et 1250 – 1275 pour l’essentiel de l’Europe du nord-ouest, se poursuit jusqu’en 1300 outre-Rhin, fléchit dès 1200 en zone méditerranée. Nouvelle difficulté de la recherche : si nous ne manquons pas d’« actes de défrichements » (un document sur trois en Picardie entre 1150 et 1180), les formes les plus fréquentes, […], ont été des initiatives individuelles ou, à tout le moins, des opérations modestes ne nécessitant pas d’acte écrit.
Ces conséquences sont mieux documentées pour la Période historique et en particulier à partir de la Période révolutionnaire.
L'abolition des privilèges et le partage des bois et prés communaux encourage à cette époque de nombreux riverains à se servir anarchiquement dans ce qui reste de la forêt antique, restes qui sont rapidement dévastés, parfois brûlés pour en revendre la cendre comme engrais, quand on n’y prend pas également l’humus pour le mettre sur les champs.
Les paysans vont en nombre se servir en forêt au point qu’il serait dangereux de s'y opposer estime le préfet de l’Ariège. Le député (et membre du comité d'agriculture) Jean-Baptiste Rougier de La Bergerie a réuni et vainement relayé auprès de l’Assemblée les vives réclamations remontées par les administrateurs de presque tous les départements concernant les effets dramatiques du déboisement, sur l’agriculture, le régime des eaux, l'érosion, le climat et la santé, ou sur l’Économie. Ils prédisent une grave crise sociale, agricole, économique et dirions nous aujourd’hui « écologique » si rien n’est fait pour stopper l’arasement et le défrichement de forêts. Nombre de ces documents ont été réunis par Rougier de la Bergerie dans son ouvrage Des Forêts de la France publié en 1817 .
Ainsi, rapporte également A.C. Becquerel, dès l'an II du calendrier révolutionnaire, les administrateurs de départements constatent un pillage des forêts et alertent le ministre de l'Intérieur et/ou les députés sur les dévastations de leurs forêts, notant que les défrichements entrainaient de brutaux changements de température, multipliaient et aggravait les inondations et sécheresse, faisaient manquer des récoltes.
- Dans le département de l'Isère, les fonctionnaires du district de Grenoble se plaignent de défrichements portés si loin « que chaque pluie cause des désastres. Les montagnes n'offrent que des rochers nus ; les rivières coulent plus rapidement ; leurs lits s'élargissent, et ils sont étroits dans les crues subites. Les rivières n'ont plus un volume d'eau constant ; elles charrient des décombres, obstruent la navigation et préparent un fâcheux ordre de choses. Il y a infiniment moins de sources; des cantons sont privés de la culture des oliviers dont ils jouissaient autrefois, et il n'y a plus d'irrigations dans le temps où elles seraient nécessaires »[21]. Le préfet de l'Isère demande urgemment une loi interdisant le défrichement des montagnes dont les flancs sont inclinés de plus de 35 degrés[21].
- Dans la Drôme (1793) « À Saint-Romans on coupe ou on arrache partout les arbres pour défricher. À Valence et à Crest il n'y a presque plus de bois ; les revers des montagnes sont sillonnés par des millions de ravins. À Montélimar, les bois des communaux sont pelés, et les forêts nationales (../..) sont dans le plus grand épuisement »[21].
- Dans le Gard, les administrateurs, de hauts fonctionnaires, l'ingénieur en chef et des agronomes scandalisés alertent de même ; « On brûle les bois de haute futaie pour y semer du blé. On détruit les bois jusque sur les revers des montagnes du nord, et maints incendies on détruit des bois ». M. Mons évalue alors la perte causée par seuls les torrents du Vistre et du Vidourle à un million de francs (de l'époque). « On a ensemencé jusqu'à trois fois et inutilement la plaine. Les débordements perdent tous les blés, et souvent à la veille de la moisson. Les bois sont devenus rares en raison de la fureur des défrichements. Les forêts ne sont plus que de vastes garrigues. (../..) Le Gard s'élève aujourd’hui jusqu'à 18 ou 20 pieds et détruit tout dans sa course »[21]. Les chèvres font aussi de gros dégâts ; une pétition signée en 1793 par plus de 300 propriétaires disait à la commission d'agriculture que « plus des trois quarts des oliviers ont péri par le froid excessif de l'hiver... Il sera impossible de songer à la « reproduction de ces arbres, si l'on tolère le parcours des chèvres et des bestiaux ». Ils ajoutent que « les forêts et les plantations arrêtent l'impétuosité des vents du nord… Ces immenses forêts, qui nous en garantissaient autrefois, sont abattues, et la perte prochaine de nos oliviers en sera la suite inévitable. (../..) Nos montagnes ne sont que des rochers ; les bois disparaissent depuis vingt ans ; la culture à bras dans les vacants a fait descendre la terre, il ne reste plus qu'un tuf. Qu'on juge de la déprédation quand nos montagnes ont un pied de pente par toise »[21].
- En Lozère (1794), selon l'administration départementale[22], « Les habitants, semblables aux sauvages, défrichent des terrains d'une valeur inappréciable... Par une frénésie plus coupable, ils détruisent sur les pentes les arbres qui pourraient les conserver et les embellir ; et, pour la jouissance d'un moment, ils perdent à jamais leur pays (../..) Le dépérissement des châtaigniers augmente graduellement, à mesure que l'on s'approche des montagnes du Lozère et du Laigoul, qui dominent les Cévennes ; jadis elles étaient couvertes d'épaisses forêts qui servaient d'abri aux châtaigniers contre les vents du nord. (../..) Les monts d'Auvergne, plus élevés que ceux de la Lozère, et qui formaient un second rempart à la zone des châtaigniers, ont aussi été dépouillés, et donnent aujourd’hui un libre passage à une bise glaciale qui détruit l'espérance du cultivateur (../..) Les habitants des causses (plaines hautes) manquent de bois; on ne voit plus un buisson sur les plateaux autrefois impénétrables... Il y a moins d'eau de source, et dans un pays haut, près de la mer, on y manque souvent d'eau pour les hommes et les animaux. (../..) Les fonderies épuisent les forêts (../..) Les habitants les défrichent ; les charbonniers en profitent, et les troupeaux voyageurs achèvent de détruire la reproduction »[21].
- En Ariège, (1795). « On va par troupes dans les bois ; on vend les fagots et le peuple en fait un métier. Il serait dangereux de s'y opposer »[21].
- Dans les Pyrénées-Orientales, dans une proclamation imprimée et affichée, l'administration centrale disait contre les défrichements : « Les cailloux des monts, entraînés par les eaux, encombrent les lits des rivières et les font déborder. Nos superbes forêts de Céret et de Prades sont détruites. Il n'y aura bientôt plus de bois de chauffage; les bois taillis ne peuvent suffire aux forges, et la rigueur des saisons a fait périr une quantité d'oliviers »[21].
- Dans les Basses-Pyrénées, le préfet Ramond déplorait que « sur quinze ou vingt lieues carrées, on ne voit plus d'arbres ayant 5 ou 6 mètres de haut; les plateaux sont sans arbres, et la population voisine de l'Espagne, depuis le commencement du siècle, n'a cessé de diminuer et de reculer par le manque de combustible »[21].
- En Haute-Garonne, « on défriche les sommets des montagnes ; on arrache les arbres, et ces arbres et ces montagnes nous préservaient des frimas, en ce qu'ils servaient d'abris aux vallons, où prospéraient les vignobles et les oliviers… les pluies entraînent la terre ; il n'y reste plus qu'un tuf stérile, et alors plus de dépaissance pour les bestiaux, plus d'abris et plus de récoltes ; On a vu périr en Languedoc les oliviers sur des collines où ils avaient constamment prospéré ; et déjà, dans les pays de plaine, il y a moins de bestiaux et de grains »[21].
- Dans le Gers, deux sociétés populaires alertent ainsi la Convention : « Les débordements sont désastreux, les eaux descendent des collines nues ; la Save, cette année, a débordé douze fois et rouillé les prairies ; ce qui cause de meurtrières épizooties »[21].
- Dans Département du Mont-Blanc (en 1796), les administrateurs alertent le conseil d'agriculture : « Nos montagnes et nos collines, jadis couvertes de bois, n'offrent plus, par les défrichements, que des rocs décharnés et des terres incultes. Chaque année, maintenant, nous éprouvons des sécheresses extrêmes ; les plaines cultivées sont périodiquement inondées et couvertes de gravier. Pour l'espoir d'une ou deux récoltes, les habitants réduisent en landes stériles des terres propres aux bois. Les chèvres sont ici plus nombreuses que les habitants »[21].
- En Haute-Loire, le département se sent menacé d'une prochaine « disette de bois »[21].
- En Saône-et-Loire, « Les défrichements sont portés au dernier degré, une disette prochaine est à craindre »[21].
- En Rhône-et-Loire, selon les administrateurs, « Dans un siècle, le merrain ne pourra suffire à contenir les vins ; on abat partout les futaies »[21].
- Dans le Rhône ; « Deux forêts nationales ont été vendues (Saint-Rome et Bassiége), l'adjudicataire les a fait défricher; l'administration a voulu s'y opposer, le ministre a soutenu l'adjudicataire ».
- En Haute-Saône, « Nos montagnes sont pelées »[21].
- Dans le Doubs, « Le partage des bois communaux a fait abattre partout les arbres, même sur les monts et dans les rochers »[21].
- En Moselle, les administrateurs du district de Bitche n'ont plus d'autorité sur la population défricheuse ; « Les habitants, de leur chef, ont abattu et défriché près de 1,6oo arpents » et l’administration centrale abonde : « Les habitants d'Autborne et de Saremberg, en masse, ont défriché plus de 150 arpents de forêts, et tout brûlé sur place… On en a vendu les cendres »[21].
- Dans les Vosges, l'administration s'inquiète que dans les montagnes épuisées, dégradées et se dégarnissant ; les nouveaux défrichements faisant suite aux partages des bois communaux aggravent les coups de vent « qui y déracinent de toutes parts les plus beaux arbres qui y sont restés »[21].
- Dans le Haut-Rhin (1791), un professeur d'histoire naturelle craint aussi des effets sanitaires au déboisement : « Les forêts abattues, tant dans les plaines que sur les montagnes, ont changé le climat, ont ouvert des passages aux vents, qui font périr les fleurs des arbres et des vignes, changent les pluies en ondées, les montagnes en rochers stériles, les plaines en champs brûlants, et l'influence qu'elles ont sur la santé de l'homme n'est peut-être pas moins grande »[21].
- Dans le Nord, selon les administrateurs du département, « L'abatis des bois est à son comble, et on les défriche ; il n'est pas de bois national (anciens biens de l'église ou d'émigrés[23], nationalisés par la Révolution) qui ne devienne la proie des spéculateurs ; le payement en est à peine effectué, qu'ils sont couverts d'ouvriers qui les rasent »[21].
- En Côte-d'Or, « Il y a une manie continuelle d'essarter et de défricher. II n'y a plus de futaie, et on va manquer de merrains pour envaisseler les vins de Bourgogne et de Champagne. Bientôt, il ne sera plus possible de livrer les sels aux Suisses dans des tonneaux »[21].
- Dans la Calvados, en forêt de Saint-Sever près de Vire, « on y met à garde faîte les bestiaux. On y arrache ses souches, et on enlève jusqu'à sa terre végétale »[21].
- Dans le Pas-de-Calais et dans le Nord, la préfecture se plaint qu’« il y a partout un grand abatis de bois, et cela présage une grande disette »[21].
- En Dordogne, « des réquisitions pour l'armée ont fait abattre de grandes parties de forêts, qui ont aussitôt été défrichées »[21].
- Dans le Finistère, « Les acquéreurs de bois nationaux intentent des procès à ceux qui ne défrichent pas comme eux (../..) On ne brûle plus dans certaines contrées que des landes, des genêts et des fientes de vache. À Roscoff, on arrache les arbres fruitiers pour brûler »[21].
- En Seine-et-Marne, « On a laissé vendre et défricher les bois de Pennemont et d'Henry, près de Meaux »[21].

Le Consulat édicte le 16 nivôse an IX une loi organique sur une nouvelle organisation forestière qui, selon Becquerel, « fit quelque bien sans arrêter toutefois la dévastation et le défrichement des forêts, qui continuaient encore en 1804, quand parurent par son ordre des extraits de statistiques des départements ».
Au tout début du XIXe siècle, la situation ne s'est pas améliorée : Le Play (polytechnicien formé par l'école des mines et classé parmi les sociologues paternalistes y voit un désastre social : ainsi écrit-il en 1901 : « La destruction des forêts de montagne, alors même qu'elle se justifie par l'intérêt du propriétaire, et un vrai désastre pour la population, le climat, le régime des eaux et l'exploitation des mines ; le mal n'a même plus de compensation quand le produit du défrichement est gaspillé avec une destination immorale » .
Peu après (en 1804) le général Sordiez (en tant que préfet des Basses-Pyrénées) écrit : « Le manque de bois semble faire une nécessité de faire des plantations, et particulièrement d'une espèce de chêne qu'on nomme le tauzy. Le défaut de bois a fait abandonner dans les montagnes de Baigorry une mine de fer spathique, dite mine d'acier, une forge et une fonderie. (../..) Les ressources que les forêts offraient à la marine ont sensiblement diminué. Les montagnes se dépouillent, et leurs cimes dépourvues de bois n'absorbent plus les eaux, celles-ci glissent sur une surface nue qu'elles sillonnent, se réunissent en grande masse et causent les plus grands ravages. (../..) On est d'ailleurs généralement convenu de l'influence des forêts sur l'atmosphère : l'agriculture, le commerce, les manufactures et la salubrité se réunissent pour prescrire de les repeupler promptement ».

### Quelles sont les traces des grands défrichements?

#### La toponymie
Elle a conservé le souvenir de ces grands déboisements : Essarts, les Essarts (sens général), réduits à -sart, Sart, sars (nord de la France et Belgique), variante -xard, Xard (est) ; -tuit, Thuit (Normandie), les Rots, le Rot, le Roti(l), le Routil (nord de la France) ; Artigue, Artigues, Artigat, Lartigue, Artigue- (sud-ouest), ; Sauveterre, Santerre.
Les types Rhodes, Rœulx, Rœux, Rouhe, Ruitz remontent au germanique ruda, riuti « défrichement ».
Certains noms de villages alsaciens et lorrains se terminant par -rode, -rott révèlent des actions de défrichements.
Les toponymes en Saint- témoignent dans certains cas, lorsqu'ils sont concentrés dans une même région, des actions d'essartage menés par les grandes abbayes, notamment bénédictines.

#### Les textes
Pour les historiens, les sources les plus riches sont les textes (par exemple les chartes de défrichements), que peuvent notamment compléter les apports de la paléobotanique, l'analyse des pollens et des charbons de bois.

## Les types de défrichement

### Élargissement de terroirs existants
Ce type de défrichement est le fait d'ermites, de charbonniers et de paysans qui agissent de manière spontanée et isolée. Ce phénomène est très difficile à décrire faute de sources suffisantes. Il se pratique par grignotement progressif et régulier de la forêt, à la marge des terres cultivées. On estime cependant qu'il contribue pour une part importante aux grands défrichements.

### Création de terroirs neufs
- À l'initiative des seigneurs et des villes (en Italie par exemple), de nouvelles terres agricoles sont mises en valeur : il faut alors couper et brûler la forêt qui souvent entoure le village (écobuage). Le seigneur laïc ou ecclésiastique pourra ainsi prélever de nouvelles redevances sur les nouvelles terres. Parfois, un seigneur laïc s'associe avec un seigneur ecclésiastique (abbé, évêque) pour créer de nouveaux terroirs : ils signent un contrat de pariage ou de paréage ;
- Les moines, à la recherche de lieux en marge du monde « civilisé » ont été à l'origine de nombreux défrichements durant tout le Moyen Âge : dès le IXe siècle, en Auvergne, la fondation de l'abbaye de la Chaise-Dieu fait reculer la forêt avec la création de clairières. Les cisterciens, en particulier, défrichent de nombreuses terres : les « granges » sont des systèmes d'exploitation agricole confiés au travail des frères convers, qui ne sont pas astreints aux obligations spirituelles des autres moines.
- Les défrichements ont aussi accompagné les opérations de colonisation en Europe : la colonisation germanique vers l'Est du continent a été assurée en partie grâce aux hôtes : ce sont des paysans qui s'implantent dans une nouvelle région, auxquels le seigneur donne une terre à défricher. Le seigneur promet des avantages aux nouveaux venus, comme des redevances limitées et l'exemption des corvées. Lors de la Reconquista (reconquête chrétienne sur l'Espagne musulmane), de grands défrichements eurent lieu pour installer la nouvelle population.

### Conquête du littoral
Dès le Xe siècle, en Flandre et en Zélande, on assèche les marais afin de les transformer en terres arables. De grands travaux de polderisation continuent à partir du XIIe siècle, en France, en Flandre et en Angleterre.

## Transformations du paysage occidental

### L'incastellamento
Mis en évidence par Pierre Toubert, d’abord dans le Latium puis en Languedoc, il désigne l'habitat perché méditerranéen autour d'un château et d'une église. Les terres cultivées s'organisent en auréoles concentriques autour du village.

### Genèse de l’openfieldau nord-ouest de l'Europe
Elle a lieu à partir du XIe siècle, et prend la forme de champs ouverts (openfield) au XIIIe siècle, disposés autour d'un village central. L'assolement triennal et un parcellaire particulier s'impose un peu partout dans cette région.

### Le bocage
Dans des régions à sols pauvres (îles Britanniques, Massif Armoricain, Allemagne du Nord) le bocage témoigne d'un certain individualisme agraire et d'un moyen de restaurer et conserver des sols initialement épuisés par les premiers labours sur de pauvres essarts. On y pratique notamment ou surtout l'élevage. La présence d'un bocage ne signifie pas que des forêts proches ne soient pas surexploitées voire pillées.

### Nouveaux villages du Sud-Ouest français
De nombreux établissements sont datés du XIIIe siècle ; on les appelle : sauvetés, castelnaux, bastides

### Impact des défrichements du Moyen-Âge
Il serait caricatural de dire que les grands défrichements des XIe au XIIIe siècles ont fait complètement disparaître la forêt. En montagne, la forêt résiste mieux qu'ailleurs ; la forêt offre un complément important dans l'alimentation médiévale : on y emmène les porcs pour la glandée, on y récolte des baies, des champignons et du miel. Elles sont importantes pour le transfert de fertilité vers l'ager. Dès le XIIIe siècle, les seigneurs fonciers, souvent propriétaires de la forêt (réserve) réagissent et tentent de protéger la forêt. L'organisation et la réglementation des espaces forestiers se fait dès le XIIe siècle : droits de pacage, droits d’usages (ramassage du bois, chasse par exemple) sont fixés.
La forêt apparait comme indispensable à la vie quotidienne et à l'industrie (forges, sidérurgie verrerie notamment, qui sont très consommatrices de bois). On s'est rendu compte que le rendement des cultures faites sur certaines terres défrichées médiocres (sols autres que lœss) présentaient des rendements de plus en plus médiocres. Cela a été source d'une invention agroécologique : le bocage de haies vives associant la polyculture à l'élevage dont les déjections sont utilisées comme engrais.
Avec les grandes crises du XIVe siècle (brutal et important déclin démographique provoqué par la peste noire et la guerre de Cent Ans), la forêt regagne du terrain, pour quelques décennies ou un peu plus d'une centaine d'années en Europe de l'Ouest et plus en Europe orientale. Les forêts royales et ecclésiastiques resteront en Occident relativement épargnées, même si elles ont souvent été surexploitées.
Les grands défrichements du Moyen Âge central restent un des symboles de l’expansion de l’Occident (colonisation germanique, Espagne).

## Réglementation
La plupart des pays ont mis en place, parfois depuis plusieurs siècles ou millénaires des régimes d'autorisation de défrichement, afin de limiter les risques de déforestation totale ou de surexploitation des forêts.
En France, ces autorisations sont délivrées par les préfets et instruites par le ministère de l'Agriculture via les DDTM (services déconcentrés).
Une page dédiée à la mise en œuvre de cette règlementation forestière est accessible ici : Législation défrichement.